# 쌍검
《쌍검》(Double-edged Sword)은 한국에서 제작된 김영걸 감독의 1970년 영화이다. 김남일 등이 주연으로 출연하였고 곽정환 등이 제작에 참여하였다.

## 출연

### 주연
- 김남일
- 조정일
- 윤미라
- 이철

## 기타
- 조명: 김동포
- 미술: 이문현